# Jacques de La Rue
Jacques de La Rue est un maître écrivain français actif dans le troisième quart du XVIe siècle.

## Biographie
Il fut maître écrivain de l'Université de Paris, et destitué de sa charge en 1564, étant passé au calvinisme.

## Œuvres gravées

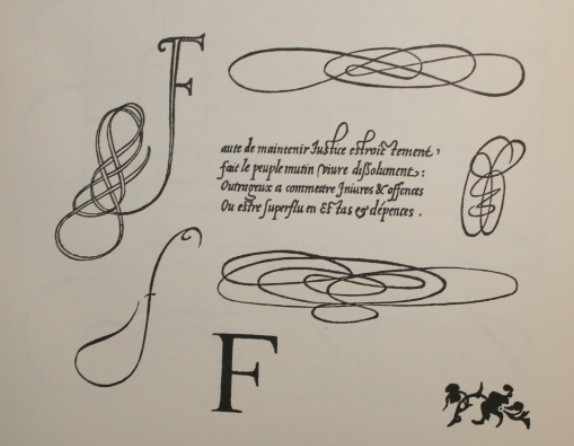
Un exemple de J. de La Rue, 1569.

- Alphabet de dissemblables sortes de lettres italiques, en vers alexandrins par Jacques de La Rue escrivain. Paris : Claude Micard, 1565. 8°, 55 p. avec encadrements, gravées sur bois par l'auteur (Chicago NL : Wing ZW 539.L 32). Cat. Destailleur n° 839, Cat. Yemeniz n° 646.
- Exemplaires de plusieurs sortes de lettres, de la main de jacques de la Rue, escrivain et arithmeticien. Paris : Claude Micard, 1569. 8°, 55 p. gravées (Chicago NL : Wing ZW 539.L 322). Cat. Destailleur n° 839. Une planche repr. dans Jessen 1936 pl. 160b.
- Premier livre de la bonne écriture françoise, contenant une instruction à la jeunesse, par quatrains & distiques moraux. Paris : Claude Micard, 1578. Édition citée par Du Verdier, article "Jaques de la Rue", et non localisée.
- C'est à lui qu'on attribue l' Exemplaire pour bien et proprement escrire la lettre françoise (Lyon : Antoine Gryphe, 1579. 2°, 36 feuillets[1]). Cet opuscule se présente comme un cahier réglé où l'élève devait recopier plusieurs fois un quatrain imprimé en haut de la page.